# Port lotniczy Matari
Port lotniczy Matari (IATA: IRP, ICAO: FZJH) – port lotniczy położony w Isiro, w Prowincji Wschodniej, w Demokratycznej Republice Konga.

## Linie lotnicze i połączenia
| Linia Lotnicza                 | Kierunek                                                                 |
| ------------------------------ | ------------------------------------------------------------------------ |
| Compagnie Africaine d'Aviation | 1. Beni 2. Bukavu 3. Bunia 4. Goma 5. Kalemie 6. Kisangani 7. Lubumbashi |